# 가나가와역 (오카야마현)
가나가와역(일본어: 金川駅)은 일본 오카야마현 오카야마시 기타구에 위치한 서일본 여객철도 쓰야마 선의 철도역이다. 상대식 승강장 2면 2선의 구조를 갖춘 지상역이다.

## 타는 곳
| 1 · 2 | ■ 쓰야마 선 | 상행 | 후쿠와타리 · 쓰야마 방면 | 1번 승강장은 교행 때만    |
| 1 · 2 | ■ 쓰야마 선 | 하행 | 오카야마 방면            | 1번 승강장은 당 역 시발만 |

## 이용 현황
| 승차 인원 추이 | 승차 인원 추이 |
| 연도           | 1일 평균       |
| -------------- | -------------- |
| 1999           | 888            |
| 2000           | 868            |
| 2001           | 879            |
| 2002           | 879            |
| 2003           | 896            |
| 2004           | 906            |
| 2005           | 945            |
| 2006           | 949            |
| 2007           | 973            |
| 2008           | 982            |
| 2009           | 963            |
| 2010           | 929            |
| 2011           | 911            |
| 2012           | 895            |
| 2013           | 867            |
| 2014           | 862            |

## 역 주변
- 국도 제53호선
- 오카야마 시 기타 구청 미쓰 지소
- 오카야마 시 소방국 기타 소방서 미쓰 출장소
- 오카야마 시립 가나가와 병원

## 인접 역
| 서일본 여객철도 ■ 쓰야마 선 | 서일본 여객철도 ■ 쓰야마 선 | 서일본 여객철도 ■ 쓰야마 선 |
| --------------------------- | --------------------------- | --------------------------- |
| 후쿠와타리 쓰야마 방면      | ■ 쾌속 '고토부키'           | 호카이인 오카야마 방면      |
| 다케베 쓰야마 방면          | ■ 보통                      | 노노쿠치 오카야마 방면      |